# Távíró

Egy morzetávíró sematikus rajza (1. adó, 2. vevő, 3. megszakító, 4. áramforrás, 5. földelés, 6. vezeték, 7. elektromágnes, 8. írófej, 9. papírtekercs, 10. íróhenger, 11. továbbítóhenger, 12. papírszalag)

A távíró célja az adattovábbítás nagy távolságra. A vezetékes távíró az első széles körben elterjedt, folyamatosan használható távírórendszer volt. Előtte a különböző mechanikus, optikai távírórendszerek drágák, nehezen használhatóak voltak, működésüket az időjárás és a napszakok is befolyásolták.
A Marconi-féle „szikratávíró” további szabadságot adott az adatátvitelnek, hiszen ezzel már mozgó állomásokat is ki lehetett alakítani.

## Távírók osztályozása
|                 | Kézi távíró                                                                 | Géptávíró                                                                                                 |
| --------------- | --------------------------------------------------------------------------- | --- |
| Vezetékes       | Kézi billentyű által kapcsolt elektromos jelek továbbítása vezetéken        | Számítógép, vagy valamilyen processzor által generált jel vezetéken történő továbbítása - Telex           |
| Vezeték nélküli | Kézi billentyű által kapcsolt rádiófrekvenciás vivőhullám vagy fényjel - CW | Vivőhullám modulálása számítógép, vagy valamilyen processzor által generált jellel. - NAVTEX - Rádiótelex |

## A vezetékes távíró története

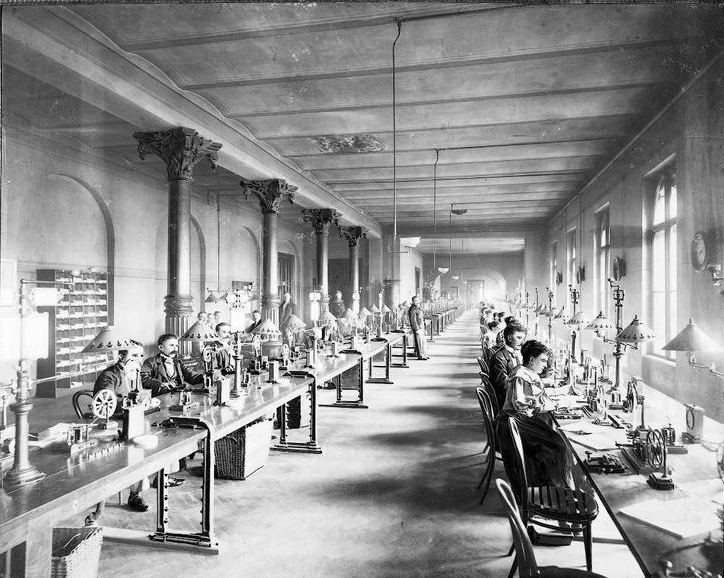
Morse-gépterem a Központi Távíróhivatalban, Budapest, 1910 körül

Samuel Morse (1791–1872), aki a Yale egyetemen tanult az elektromosságról, egy párizsi utazásáról hazafelé, egy hajón hallott az elektromágnesről, és jutott eszébe, hogy azt jelek továbbítására is lehetne használni. Első terveit 1832-ben készítette, de hamar belátta, hogy a megvalósításhoz a tudása nem elég. Joseph Henry fizikussal a véletlen hozta össze, az ő elméleti és gyakorlati segítségével tudta megvalósítani egyetlen vezetéken a jeltovábbítást, amiről az első nyilvános bemutatót 1837. szeptember 4-én tartotta. Ekkor fél kilométer távolságból sikeresen rögzítettek egy jelsorozatot. Később már tíz mérföldes távolságból is működött, és szakaszonként újabb jelfogók beiktatásával gyakorlatilag bármely távolságot át tudott hidalni. 
A továbbfejlesztett távírót 1838. február 20-án bemutatta a washingtoni kongresszusnak, de eleinte nem ismerték fel annak jelentőségét, és csak öt évvel később kezdték meg egy Washington és Baltimore közti távíróvonal kiépítését. Ekkorra már a betűk és számok jelölésére kidolgozta a pont-vonal kombinációt alkalmazó jelrendszerét, és billentyűzetet is alkalmazott. A 40 mérföldes távolságba először 1844 májusában továbbítottak üzenetet, és egy évre rá már a nyilvánosság is használhatta.
„A távíró szédületes gyorsasággal terjedt: 1848-ban a Mississippitől keletre valamennyi amerikai államban működött telegráf, 1852-ben a távíróvonalak összes hossza már körülérte volna a Földet, az első transzatlanti kábel az Egyesült Államok és Írország között 1858-ban valósult meg.”

## Jellemzői
A távíró-berendezés egyszerű, olcsó (mint a papír, toll). A lehető legegyszerűbb egydimenziós (soros) átvitellel működik. Morse olyan egyszerű kódrendszert dolgozott ki és szabadalmaztatott (morzekód), amely megtanulható, emberi aggyal (megfelelő sebességhatárok között) kódolható, dekódolható (a kézíráshoz hasonlóan). Adáshoz elegendő egy nyomógomb, kapcsoló. Eredetileg a vevőoldalon óraművel húzott papírszalagra elektromágneshez kapcsolt íróeszköz rajzolta a vett kódokat – elegánsan megoldva a vett üzenet dokumentálását.
Távíró üzemmódú adatátvitelhez két állapotot megkülönböztetni tudó csatorna szükséges.
Ez az OOK (On-Off Key, Make-Break), azaz ki-be-kapcsolós (egybites digitális) működés.
A két állapotra (előállítására, továbbítására, tárolására, átalakítására – moduláció, demoduláció –, megjelenítésére) külön megkötés nincs, lehet:
- nyomógomb, kapcsoló két állapota (ajtócsengő, duda, számítógépes billentyűzet, botkormány, egér, távíróbillentyű),
- csend és hang (autóduda, hajókürt, síp, csengő, távírógyakorló),
- két különböző magasságú (frekvenciájú) hang (Bell-202-nek megfelelő 1200 és 2200 Hz),
- vibráció és annak hiánya (például siketeknek),
- fel-le mozgás (például siketeknek),
- billentyűzéshez a távírászon átfolyó áram (szenzoros billentyű),
- távírászon (nyelvén) átfolyó áram közvetlen érzékelése,
- sötét és világos (zseblámpa, optocsatoló),
- két különböző színű (frekvenciájú) fény,
- zászlójelzés,
- két különböző feszültség, amelyik közül az egyik lehet 0, illetve lehetnek különböző előjelűek (digitális TTL, CMOS technika, RS-232C),
- két különböző áramerősség, amelyik közül az egyik lehet 0, illetve lehetnek különböző előjelűek (digitális TTL, CMOS technika),
- rádiófrekvenciás vivő valamilyen modulációval, például 100%-os amplitúdómodulációval, frekvencia vagy fázismodulációval, …| (A1A, A1B, A2A, A2B, F1A, F1B, F2A, F2B, J2A, J2B) |AN, modulációs módok,
- papír(csík)on festék illetve annak hiánya (mint a vonalkód),
- papírcsíkon lyukak (lyukszalag, lyukkártya).

Az egyik, nyugalmi állapotot szünetnek (space), míg a másik állapotot jelnek (mark) is nevezik.
„Távírójel” alatt a távíróüzemmódban használt egyik állapotot (be, on, make) értjük, ellentétben a távírókódrendszer egy elemével, szimbólumával.
„Távírószünet” alatt másik állapotot (ki, off, break) értjük, ellentétben a távíró üzemmódú adás szünetével.
A két állapot egymást váltja (nincs olyan, hogy két például szünet következik egymás után, mert az egy szünetnek számít).
Jel-áramú üzemben (és ez az elterjedt) a jel ideje alatt folyik áram, míg a szünet alatt nem. Szünet-áramú üzemben fordítva.
Éppen az egymást váltó jelek és szünetek hosszának aránya a távírás lényege.
Az egyes távíró-karakterek átvitelének (az első karakter adásának kezdő) időpontja tetszőleges, nincs egy óragenerátor üteméhez időzítve. A távíró átvitel tehát aszinkron csatornán történik.
A két állapot közötti váltások nem akármikor következhetnek be, az egyes állapotok fennmaradási ideje (hossza) csak egy elemi idő (T [s]) adott egész számú többszöröse lehet.
Pontosabban (ICC szerint) a
- szünet 1, 3 és 7 elemi idejű, illetve akármekkora 7 elemi időnél nagyobb idejű lehet, a
- jel 1 és 3 elemi idejű lehet.

Alapállapot a szünet. Az akármekkora szünet alatt azt értjük, hogy magában a szövegben, összeköttetésben van szünet.
Az 1 elemi idejű jel a rövid jel vagy pont, ti, di, dit.
A 3 elemi idejű jel a hosszú jel vagy vonás, tá, dah.
Tehát a rövid jel és a rövid szünet; a hosszú jel és a betű közötti szünet; valamint a szavak közötti szünet aránya 1:3:7. Alapértelmezettnek ezeket az arányokat tekintjük.

## Távírósebesség
Távíró üzemmódban az elemi idő értékére – illetve inverzére, az adatátviteli sebesség és a modulációs sebesség értékére – külön megkötés általában nincs.
A sebességet a technikai (és emberi) lehetőségek határolják be.
(Elemi idő a legrövidebb távírójel és/vagy távírószünet hossza.)
Az elemi idő mértékegysége megegyezik az idő mértékegységével, azaz másodperc (jele: s).
A modulációs sebesség, szimbólum sebesség és az adatátviteli sebesség mértékegysége a baud, az elemi távírójel másodpercben kifejezett idejének reciproka, jele a B. Nevét Jean Maurice Émile Baudot (1845. szeptember 11.–1903. március 28.) francia távírótechnikusról kapta.

### Tradicionális mértékegységek
WPM = szó/perc 

BPM = LPM = betű/perc = ütem

1 szó = 5 betű (karakter) + 1 szóköz
- "PARIS" etalonszó 50 T
  - baud = 5/6 * szó/perc
  - baud = 1/6 * betű/perc
- WPM (1 szó = 9 T) 52 T
  - baud = 13/15 * szó/perc
  - baud = 13/75 * betű/perc
- WPM 54 T
  - baud = 9/10 * szó/perc
  - baud = 9/50 * betű/perc
- „CODEX”, „CWBAU” etalonszó 60 T
  - baud = 1 * szó/perc
  - baud = 1/5 * betű/perc

Gyakorlat alapján zajos, kis sávszélességű csatornán (Föld–Hold–Föld összeköttetésnél; a 73 kHz és 136 kHz-es amatőrsávokban) alacsony modulációs sebességet (nagy elemi időt) használnak. Ez a lassú távíró (QRS, QRSS, Slow CW); az elemi idő akár 200 másodperc is lehet, a modulációs sebesség pedig 5 mbaud.
Ha összeköttetéshez használható periódusidő nagyon rövid – mint a meteornyomvonalas összeköttetésnél – akkor nagy adatátviteli sebességet (kis elemi időt) kell használni – különben rövidebb ideig tart a terjedés, mint egy periódus. Nagysebességű távíró (HSCW, High Speed CW, QRQ), a modulációs sebesség 250 baudtól 3 kB-ig terjedhet.

## Sport
Külföldön és Magyarországon egyaránt rendeznek távírászversenyeket. Cél a minél nagyobb sebességű, de minél kevesebb hibával történő vétel és adás.

## Érdekességek
Szellemes versike a Borsszem Jankó élclapban, a 19. század végi telekommunikáció kapcsán, a telefonközpontban dolgozó kapcsolószemélyzet – a telefonoskisasszony felmagasztalása. Benne számos korabeli távközlési sajátosság és szakkifejezés.
Egy m. kir. postai- és távíró szerelmi vallomása
Szőkehaju kis lány, szűm isteni szépe,
Okleveles angyal, távbeszélő Hébe:
Híved vagyok én már szárazon és vizen –
A te csengő hangod behállózta szivem.
Nem ám telefónon, hanem szemtől-szembe
Siess pillantani kopogó szivembe,
Amely Morsé-gépként kalapál szünetlen
Mióta bájodnak csodálója lettem.
Villamos-vezeték mért is nincs közöttünk
Mely – ha háborogna bár az ég fölöttünk –
Dehogy romolnék meg valami egyhamar;
Sohse volna köztünk czudar vonalzavar.
Mint Hughes-gép a te dupla működésed,
Mely egyszerre ad s vesz: olyan ölelésed.
El ne hagyjuk egymást, akármit is tesznek,
Miglen e világból csak le nem csöngetnek!